# Watto
Vous lisez un « bon article » labellisé en 2014.
Pour l’article ayant un titre homophone, voir Watteau (homonymie).
Personnage de fiction apparaissant dans
Star Wars.
Watto est un personnage de la saga cinématographique Star Wars. Originaire de la planète Toydaria, il émigre sur la planète Tatooine où il devient ferrailleur. Joueur invétéré, c'est en pariant lors d'une course de modules qu'il gagne l'esclave Shmi Skywalker et son fils Anakin. Il initie très tôt ce dernier au pilotage de module. Quand le Jedi Qui-Gon Jinn arrive sur Tatooine, il rencontre Anakin chez Watto. Il découvre rapidement que le jeune esclave pourrait être l'élu d'une ancienne prophétie. Pariant sur le jeune garçon lors d'une course avec Watto, le Jedi obtient l'affranchissement d'Anakin puis quitte la planète avec lui pour en faire un Jedi. Dix ans plus tard, le ferrailleur revoit son ancien esclave venu rechercher sa mère.
Grincheux et amer, Watto n'aime que l'argent et les jeux de hasard. Il apparaît dans les épisodes I et II de la saga et est interprété par l'acteur Andy Secombe. Il est créé en 1994 par George Lucas pour le scénario du film La Menace fantôme. Il est intégralement généré par ordinateur par les équipes de modélisation d'Industrial Light & Magic.
En plus des mises en roman des films La Menace fantôme et L'Attaque des clones, Watto apparait dans plusieurs romans courts, livres pour enfants, guides, courts récits en bande dessinée, jeux de course, jeux d'action et figurines.
Le personnage de Watto a fait l'objet de critiques. Certains analystes y ont notamment vu l'image stéréotypée du juif.

## Univers
L'univers de Star Wars se déroule dans une galaxie qui est le théâtre d'affrontements entre les Chevaliers Jedi et les Seigneurs noirs Sith, les un comme les autres sensibles à la Force, un champ énergétique mystérieux leur procurant des pouvoirs parapsychiques. Les Jedi maîtrisent le Côté Lumineux de la Force, bénéfique et défensif, pour maintenir la paix dans la galaxie. Les Sith utilisent le Côté Obscur, nuisible et destructeur, pour leurs fins personnelles et pour dominer la galaxie.
Pour amener la paix, une République galactique a été fondée avec pour capitale la planète Coruscant. Mais, tout au long de son existence, la République est secouée par des sécessions et des guerres. En 32 av. BY, les Jedi Qui-Gon Jinn et Obi-Wan Kenobi sont envoyés sur la planète Naboo pour résoudre pacifiquement un de ces conflits.

## Histoire

### AvantLa Menace fantôme
Natif de la planète Toydaria, Watto s'engage très jeune dans une milice. Il participe à plusieurs guerres puis décide de quitter son astre à la suite d'une blessure pour s'installer sur Tatooine, une planète contrôlée par les Hutts,. Le toydarien choisit pour s'établir la ville de Mos Espa où il apprend le métier de ferrailleur auprès des autochtones Jawas. Empruntant ensuite de l'argent, Watto fait construire une brocante spécialisée dans la ferraille et l'électronique près des quais les plus actifs du port spatial. Ses affaires sont rapidement florissantes et en une année il rembourse son emprunt. Malheureusement, Watto développe également une dépendance aux jeux d'argent et aux courses de modules,.
Watto remporte périodiquement de grosses fortunes en pariant. En 38 av. BY, il gagne même deux esclaves de la puissante Gardulla la Hutt : une mère et son fils de trois ans, Shmi et Anakin Skywalker, qu'il affecte à sa boutique. La mère est chargée du nettoyage tandis que le fils récupère et répare toutes sortes d'appareils. Les capacités techniques d'Anakin s'accroissent à mesure qu'il grandit au point qu'avant d'avoir neuf ans, il parvient à construire seul un module de course. Ayant la taille adéquate pour conduire ce type d'engin, Watto initie l'enfant au pilotage de module. Bien que prometteur, Anakin ne gagne aucune des courses auxquelles il est inscrit. Le ferrailleur se sert des participations de son esclave pour escroquer d'autres parieurs. Vantant les mérites d'Anakin à qui veut l'entendre, il parie en fait sur d'autres concurrents plus confirmés tels que Sebulba le Dug,,,.

### La Menace fantôme
Watto ayant toute confiance en son esclave, il le laisse souvent seul au magasin pendant qu'il emmène des clients visiter sa décharge, où il entrepose son stock de ferraille et d'électronique. C'est ce qui arrive en 32 av. BY quand débarquent dans la boutique le Jedi Qui-Gon Jinn et ses compagnons Jar Jar Binks et Padmé Amidala. Venus de Naboo, ils ont fait escale sur Tatooine car leur vaisseau spatial est en panne et ils ont besoin d'un hyperdrive T-14 pour le réparer,.

« Non mais tu te prends pour un Jedi, ou quoi, à faire des passes avec les mains comme ça ? »

— Watto à Qui-Gon Jinn
Les nouveaux venus font la connaissance d'Anakin, alors âgé d'une dizaine d'années. Ils se lient rapidement d'amitié avec lui. Ce n'est pas la même chose avec Watto. Méprisant et se méfiant des étrangers, il refuse les 20 000 crédits républicains que lui offre Qui-Gon et ne veut être payé qu'en monnaie locale. Comme le ferrailleur est le seul à Mos Espa à avoir un T-14, le Jedi insiste en utilisant une manipulation mentale censée orienter les esprits faibles. Malheureusement pour lui, les Toydariens sont insensibles aux techniques de contrôle mental. Qui-Gon et ses compagnons repartent donc dépités,,.
Hébergé par Anakin, le Jedi découvre que l'enfant est peut-être l'élu d'une ancienne prophétie. Il constate également qu'Anakin a construit en secret un module de course. Qui-Gon revient donc voir le lendemain le ferrailleur avec un nouvel arrangement. Lors d'une précédente course, le module de Watto s'est fait détruire et Qui-Gon affirme en avoir gagné un aux jeux. Il souhaite qu'Anakin le pilote. Watto n'a de son côté qu'à payer les frais d'inscription à la prochaine course de la Boonta. Si Anakin gagne, Watto gardera les gains et livrera à Qui-Gon les pièces dont ce dernier a besoin. Si Anakin perd, le vaisseau spatial de Qui-Gon deviendra la propriété de Watto,.
Le matin de la course, plus excité que jamais, Watto avoue à Qui-Gon qu'Anakin n'a aucune chance de gagner face à Sebulba. Le Jedi en profite alors pour parier à nouveau avec le ferrailleur. Si Anakin gagne, il sera affranchi. S'il perd, le module de course deviendra la propriété de Watto. Le toydarien accepte une nouvelle fois de parier, puis se rend dans sa loge privée de l'arène pour y suivre la course avec ses amis. Mais, quand Anakin remporte finalement la course, Watto comprend qu'il a tout perdu,.
Watto tente de résister à Qui-Gon mais quand celui-ci menace de porter l'affaire devant les Hutts, le ferrailleur est obligé de céder. Le Jedi s'en va alors avec le T-14, laissant Watto fulminer. À ce moment, Gardulla la Hutt arrive et demande au toydarien si elle peut lui racheter Anakin pour une forte somme d'argent. Watto lui demande un temps de réflexion. N'étant plus théoriquement propriétaire du garçon, il demande à des brutes d'éliminer Qui-Gon quand il reviendra rendre l'attelage ayant servi à transporter l'hyperdrive. Mais face à un Jedi, les hommes de main ne font pas le poids. Alors qu'il revient à la boutique, Watto ne peut cacher son étonnement. Qui-Gon vend son module à Sebulba puis quitte définitivement Mos Esley avec Anakin. Plus furieux que jamais, le ferrailleur part vers son nid, sur le toit de son échoppe, pour longuement ruminer sur son sort,,.
Plus tard, Qui-Gon Jinn est tué, en cours de mission sur Naboo, par le Sith Dark Maul. Ce dernier est ensuite vaincu par Obi-Wan Kenobi qui le laisse pour mort. Le jeune Anakin est alors confié à Obi-Wan qui en fait son padawan, c'est-à-dire son apprenti Jedi sur la planète Coruscant.

### L'Attaque des clones

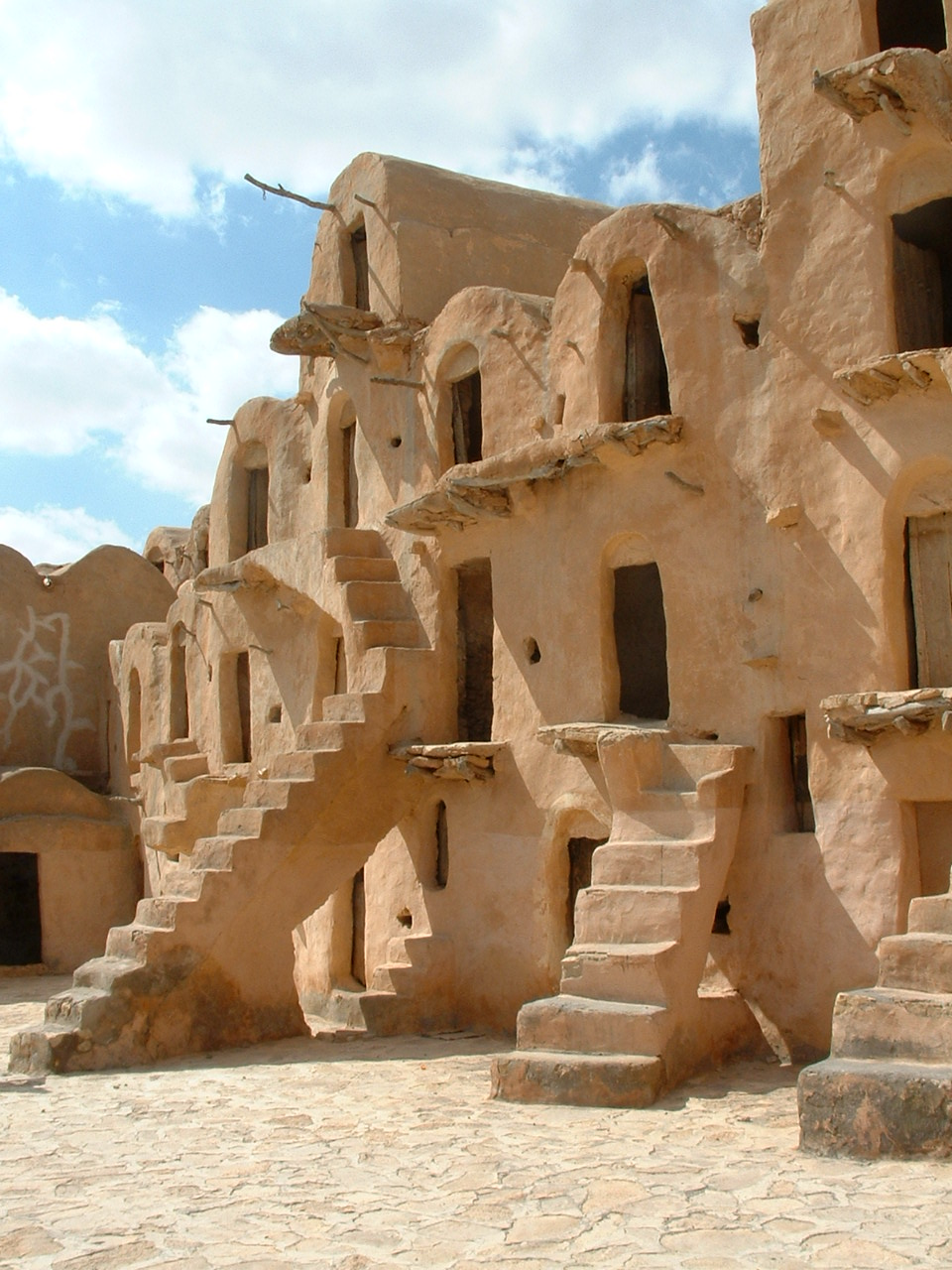
Quartier des esclaves de Mos Esley où résident Shmi et Anakin Skywalker.

Dix ans passent. En 22 av. BY, Anakin Skywalker est envoyé en mission sur Naboo pour protéger son amie Padmé Amidala alors menacée de mort. N'ayant pas vu sa mère depuis tout ce temps, Anakin en profite pour s'arrêter sur Tatooine. C'est donc tout naturellement que le jeune homme se dirige en premier lieu vers Mos Espa et la boutique de Watto,.
Depuis le départ de son esclave, l'affaire du ferrailleur a beaucoup périclité. Sans Anakin pour dénicher et réparer le stock de Watto, sa décharge devient moins attractive. Il perd ainsi de nombreux clients et se fait rouler par d'autres. La seule bonne affaire qu'il réalise consiste à vendre Shmi Skywalker à un cultivateur d'humidité nommé Cliegg Lars, habitant non loin de l'astroport de Mos Esley,.
Anakin s'approche alors de l'échoppe et interpelle Watto. Sans se présenter, il lui demande des informations sur Shmi Skywalker. À la surprise du ferrailleur, le jeune homme commence à bricoler une pièce mécanique défectueuse et la remet en marche très facilement. Watto reconnait alors Anakin et Padmé Amidala. Sentant l'aubaine, Watto en profite pour demande à son ancien esclave de l'aider dans ses affaires. Mais le padawan élude la demande en lui disant qu'il est venu uniquement pour sa mère. Le ferrailleur lui indique donc qu'il a vendu sa mère à Lars. Il lui révèle aussi que cette dernière a été affranchie puis épousée par son actuel propriétaire. Après avoir obtenu l'adresse du cultivateur, Anakin quitte à nouveau son ancien maître,.

### AprèsL'Attaque des clones
Il retrouve Watto un an plus tard, durant la Guerre des clones qui oppose la République galactique à la Confédération des systèmes indépendants, une organisation séparatiste. Anakin est alors à la recherche sur Tatooine d'un informateur censé détenir des renseignements sur une armée de droïdes de combat des forces séparatistes.

## Caractéristiques

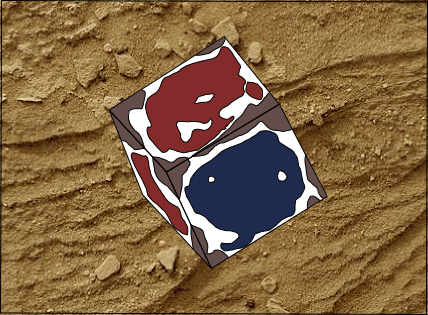
Dessin du dé pipé de Watto.

Ses créateurs du département artistique de Lucasfilm et d'Industrial Light & Magic (ILM) décrivent Watto comme un avare grincheux, un escroc et un vendeur malhonnête à forte personnalité. Il a l'aspect d'un alien bleu grassouillet avec des pieds de canard, un museau éléphantesque et des ailes de colibri. Il peut voler facilement car les tissus spongieux de son corps sont remplis de gaz. Le ferrailleur est le personnage préféré de nombreux animateurs d'ILM dans La Menace Fantôme.
Watto n'a en réalité que deux centres d'intérêt : l'argent et les jeux de hasard. C'est pour cela qu'il ne se sépare jamais de son databloc et de son dé pipé.
Watto est originaire de Toydaria, un monde lacustre regorgeant de prédateurs où le fait de savoir voler est très utile. Les ailes des Toydariens battent jusqu'à dix fois par seconde. Ils utilisent en revanche leurs pieds palmés pour se déplacer sur les tapis d'algues. Sur Tatooine, le ferrailleur a tenté de reconstituer l'atmosphère de son monde natal au-dessus de sa boutique dans une pièce en forme de cloche qui évoque les nids toydariens. À l'intérieur il a installé son perchoir. Un système de refroidissement y évacue la chaleur par des fentes de ventilation. C'est dans ce lieu que le ferrailleur expose les trophées qui lui ont été offerts par des coureurs ou qu'il a acheté au marché noir.
Depuis sa jeunesse, Watto est un individu amer. Fier de lui, il ne s'abaisse jamais à s'excuser. Malgré cela, le Toydarien traite mieux ses esclaves que la plupart des autres maîtres de Tatooine. Le fait qu'il ne soit pas une figure populaire de Mos Espa lui importe peu. Il passe son temps à se plaindre et pense que ses échecs sont forcément dus aux autres. Sa déconvenue face à Qui-Gon Jinn le fait tomber dans la dépression.

## Interprétation
Alors qu'elle est à la recherche des interprètes susceptibles de prêter leur voix pour le film La Menace fantôme, la directrice de casting Robin Gurland contacte Andy Secombe, le directeur d'un studio anglais d'animation. Elle lui demande le nom des personnes qu'il utilise pour ce genre de travail. Sautant sur l'occasion, Secombe se propose lui-même pour un rôle. Et, après plusieurs essais, il finit par décrocher celui de Watto.
Comme Ahmed Best, l'interprète du personnage Jar Jar Binks, Andy Secombe donne la réplique aux interprètes durant une séance de répétition pour que ceux-ci se familiarisent avec le déroulement de la scène. Puis, il quitte le plateau pour que la scène soit tournée uniquement avec les interprètes. Contrairement à Best qui joue déguisé en Jar Jar, Secombe n'a pour seul costume qu'un chapeau de type chinois similaire à celui que Watto arbore dans le film L'Attaque des clones. Il dit d'ailleurs à ce propos,:

« Lorsqu'il y a des extraterrestres bleus, des gens en toge avec des sabres lasers et moi en short, il est assez facile de savoir quel personnage il faut animer. »

En 2012, Andy Secombe double à nouveau Watto dans le film d'animation Lego Star Wars 2 – L'Empire en vrac sorti en DVD le 10 avril 2013.

## Concept et création
La première trilogie Star Wars (1977-1983) a comme grand méchant le célèbre Dark Vador. Pour sa nouvelle trilogie, le réalisateur George Lucas décide de raconter les jeunes années de ce dernier alors qu'il n'est pas encore un Sith et arbore encore le nom d'Anakin Skywalker. Watto est créé en 1994 alors que Lucas écrit le scénario du film La Menace fantôme qui aborde l'enfance d'Anakin sur la planète Tatooine.
Comme Watto n'a pas une forme humanoïde, Lucas demande qu'il soit entièrement généré par ordinateur comme de nombreux autres personnages de La Menace fantôme. Et, en tant que personnage numérique, Watto a traversé quatre grandes étapes avant d'être prêt pour le grand écran : la conception, la modélisation, l'animation et l'incrustation.

### Conception
Le responsable du design de Lucasfilm Doug Chiang déclare que « George savait exactement ce qu'il voulait pour ce personnage ». Il laisse cependant au département artistique une grande liberté pour créer les premières ébauches. Les artistes Terryl Whitlatch et Iain McCaig ont ainsi développé plusieurs concepts : quand Whitlatch dessine Watto en perroquet grassouillet avec de grandes ailes, McCaig en fait lui une bête avec quatre gros bras et fumant le cigare.
Mais ces dessins conceptuels ne plaisent pas à George Lucas. Chiang combine alors la tête d'un concept d'une autre créature que Lucas avait aimé avec un corps rondelet et des ailes de colibri. Cette fois, il obtient l'accord du réalisateur. L'idée du costume de Watto lui est venu plus facilement. Il s'agit d'un simple gilet et d'une ceinture à outils chargée de gadgets.

### Modélisation
À partir du concept retenu, le superviseur de la modélisation d'Industrial Light & Magic Geoff Campbell commence son travail. Et, tout au long du processus de modélisation, Campbell se réunit régulièrement avec Rob Coleman, le responsable de l'animation pour déterminer différentes caractéristiques de la créature.
La structure faciale du ferrailleur pose de nombreux problèmes à l'équipe de modélisation à cause de son nez trop volumineux et de ses grandes défenses. Ces deux éléments sont en effet gênants pour le mouvement de ses lèvres et de sa mâchoire. Les animateurs contournent le problème en faisant parler Watto d'un seul côté de la bouche et en réduisant la taille de sa défense inférieure,.
Les animateurs ont ensuite réfléchi à l'histoire du personnage pour le cerner de manière plus globale et ainsi le rendre plus crédible. Afin de renforcer son aspect dur-à-cuire, ils décident de lui faire plisser les yeux pour qu'il ressemble à un pirate. Pour souligner son âge avancé, ils font en sorte qu'il ait mal aux jambes, ce qui le pousse à voler en permanence. Dans quelques scènes, il se gratte même les jambes pour soulager la douleur.
Deux éléments du concept retenu sont en revanche éliminés lors du processus de modélisation. Il s'agit du chapeau qui aurait gardé le visage de Watto dans une ombre perpétuelle et d'un anneau dans le nez qui aurait créé un étirement de sa peau.
En 2001, l'auteur Olivier Maltret rapproche l'apparence de Watto à celle des Shingouz, des personnages apparus en 1975 dans L'Ambassadeur des Ombres, une bande dessinée de la série Valérian et Laureline.

### Animation

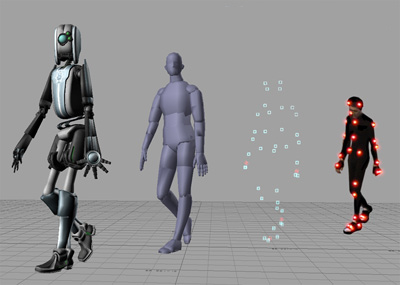
Construction d'un personnage en images de synthèse.

Le journaliste Mark Cotta Vaz indique que pour la création de Watto, Rob Coleman s'est intéressé à un rôle d'Alec Guinness, celui du vieux juif Fagin dans le film Oliver Twist, inspiration contestée lors d'un entretien par Andy Secombe, l'interprète de Watto. Selon ce dernier, le personnage a des intonations et un caractère plutôt italien.
Les animateurs utilisent les scènes de répétition avec Andy Secombe pour étudier le corps et les expressions du doubleur. Ils écoutent sa voix et décomposent le film image par image afin de voir comment l'acteur donne sa réplique. Ils sont également attentifs à sa bouche, pour synchroniser le mouvement des lèvres.
Le modéliste de créatures d'ILM Steve Aplin construit ensuite un modèle informatique en trois dimensions puis Watto reçoit un squelette virtuel, une armature conçue par ordinateur avec des contrôleurs permettant aux animateurs de lui bouger ses membres et sa tête. Ensuite les peintres créent sa peau et ses vêtements. Les expressions du visage sont réalisées à partir d'une bibliothèque de formes correspondant aux mouvements du visage du ferrailleur. Il faut quatre semaines de travail à Steve Aplin pour constituer cette base de données. Elle comprend entre autres les clignements des yeux, le levé de sourcil, les positions de la langue et de nombreuses positions de bouches correspondant à la prononciation de chaque voyelle. À l'aide de cette bibliothèque, les animateurs peuvent faire correspondre les mouvements des lèvres de Watto à la voix d'Andy Secombe.

### Incrustation
Le responsable de l'animation Rob Coleman coordonne les différentes équipes ayant travaillé sur le personnage pour faire en sorte que Watto ne varie pas d'un plan à l'autre ou d'une scène à l'autre. George Lucas passe ensuite en revue les scènes. S'il les valide, elles sont transmises à l'équipe d'habillage informatique puis aux directeurs techniques qui ajoutent l'éclairage. Le personnage est alors incrusté dans chaque scène où il doit figurer. Le bruitage est également ajouté durant cette phase. Le son de battement d'ailes de Watto est obtenu par le concepteur sonore Ben Burtt à partir du son en boucle de la fermeture puis de l'ouverture d'un parapluie.

## Adaptations
En plus des mises en roman en bande dessinée, en jeu vidéo, en roman et en roman jeunesse des films La Menace fantôme et L'Attaque des clones, Watto apparaît dans plusieurs produits dérivés de la saga Star Wars.

### Livres et bandes dessinées
Watto apparaît dans plusieurs histoires courtes montrant le jeune Anakin Skywalker sur Tatooine avant la venue de Qui-Gon Jinn. Il s'agit de deux romans jeunesses de la série Épisode I Adventures édités en 2000 : The Ghostling Children (116 pages) et The Hunt for Anakin Skywalker (100 pages). Trois livres pour enfants sortis en 1999 et 2000 mettent également à l'honneur Watto : Anakin's Fate (48 pages), Catch That Pit Droid (24 pages) et Droids Everywhere (20 pages). Ces histoires sont toutes inédites en français.
En 1999, le guide Star Wars, épisode I : Tout sur la Menace fantôme - Personnages, créatures et droïdes consacre une double page à Watto. En 2000, le guide Star Wars, épisode I : Les Lieux de l'action présente sur deux pages la boutique et la décharge du Toydarien.
La bande dessinée met aussi en scène le ferrailleur dans plusieurs histoires courtes : Anakin Skywalker (26 pages), La Reine Amidala (26 pages) et Qui-Gon Jinn (26 pages) dans l'album Épisode I - Révélations, Mauvaises Affaires (12 pages) dans le numéro 15 du magazine Star Wars, la saga en BD puis dans le premier album Intégrale Quinlan Vos, Blessures anciennes (12 pages) dans l'album Dark Maul, et deux histoires inédites en français Urchins (8 pages) et Podracing Tales (48 pages),.

### Jeux vidéo
En 1999 et 2002, LucasArts édite les jeux de course de modules Star Wars: Racer et Star Wars: Racer Revenge. Ces jeux s'inspirent de la scène de course vu dans le film La Menace fantôme. Ainsi, Watto vendant des pièces de véhicule dans ce film, c'est dans sa boutique que le joueur doit se rendre pour réparer son module ou pour acheter des pièces de rechange.
Watto apparaît également dans deux jeux d'action-aventure, Star Wars: The New Droid Army sorti en 2002 et Lego Star Wars, le jeu vidéo sorti en 2005 et dans le jeu de rôle en ligne massivement multijoueur Star Wars Galaxies, sorti en 2003.

### Figurines
En 1999, la société Applause commercialise plusieurs peluches des personnages de La Menace fantôme. Watto fait partie du lot. La même année Hasbro produit une poupée et deux figurines du ferrailleur. La première figurine est vendue seule avec comme accessoire un databloc et la seconde dans la boite Watto's box en compagnie des figurines de Graxol Kelvyyn et de Shakka, ses voisins de siège lors de la scène de course de module. En 2002, pour la sortie du film L'Attaque des clones, une nouvelle figurine est éditée par Hasbro. Cette fois Watto arbore un chapeau et a ses ailes déployées. En 2012, c'est la société Gentle Giant qui produit un mini buste de Watto regardant son dé pipé.
Des figurines de Watto ont également été créés par Lego pour la collection Lego Star Wars, la première en 2001 pour la boite numéro 7 186 Watto's Junkyard, et la seconde en 2011 pour la boite numéro 7 962 Anakin Skywalker and Sebulba's Podracers,. En 2019, c'est la marque Funko qui commercialise une figurine bobblehead de Watto.

## Accueil

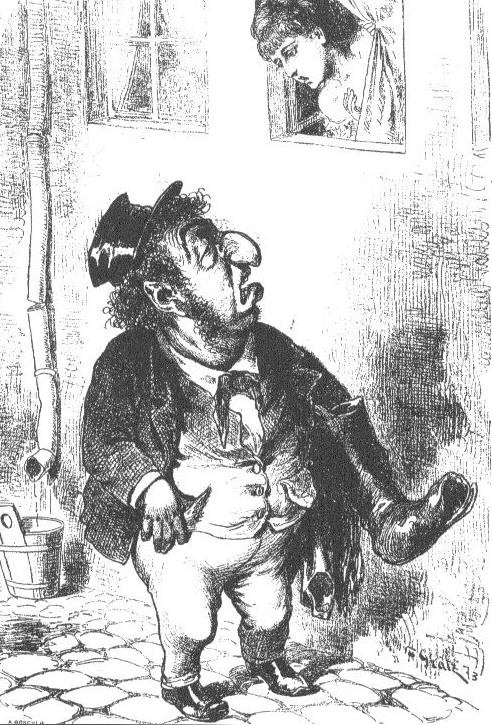
Une caricature antisémite de 1873 d'un homme juif stéréotypé par.

Le film Star Wars, épisode I : La Menace fantôme sort dans les salles de cinéma aux États-Unis le 19 mai 1999 et en France le 13 octobre 1999. Dès juillet 1999, le bimestriel Lucasfilm Magazine change le nom de sa section des produits dérivés en Boutique de Watto.
En mai-juin 1999, certains critiques décrivent Watto comme étant un personnage offensant car il ressemble à l'image stéréotypée du juif. Bruce Gottlieb du magazine Slate trouve que le ferrailleur a un accent yiddish ; comme le ferrailleur possède des esclaves, il conclut que même dans la galaxie lointaine de Star Wars la race juive est assimilée au commerce des esclaves. Patricia J. Williams du journal hebdomadaire The Nation indique que Watto a également été décrit comme un stéréotype des Arabes, mais qu'il m'a semblé plus globalement antisémite, à la fois anti-arabe et anti-juif. Elle a ajouté que Watto lui rappelle la « caricature d'un journaliste juif publiée à Vienne au tournant du XXe siècle ». En 2012, l'auteur Andrew Howe affirme que le Toydarien n'est rien de tout ça. Il est plutôt le réceptacle de la tension raciale de la société industrielle.
En 2008, dans le livre The Holy Family and Its Legacy, l'auteur Albrecht Koschorke traite de la présence symbolique de la Sainte Famille dans le film Star Wars, épisode I : La Menace fantôme. Il déclare que s'il n'est pas un « tuteur soucieux de veiller le Saint Enfant et sa mère », Watto agit dans une position similaire à celle d'un « homme qui possède des pouvoirs patriarcaux sans être le père ».